# Tolidostena similator
Tolidostena similator es una especie de coleóptero de la familia Mordellidae.

## Distribución geográfica
Habita en la Isla de Taiwán.